# امام خاتائف
امام خاتائف (روسی: Имам Абдулаевич Хатаев؛ زادهٔ ۳۱ اوت ۱۹۹۴) بوکسور اهل روسیه است.
وی در مسابقات کشوری و بین‌المللی در مجموع برندهٔ ۱ مدال برنز شده‌است.